# Welcome to Sky Valley
Albums de Kyuss
Blues for the red sun
(1992) ...And the circus leaves town
(1995)
Singles
1. Demon Cleaner
Sortie : 1994
2. Gardenia
Sortie : 1995

Kyuss (album éponyme) est le troisième album studio du groupe de stoner rock américain Kyuss. L'album est communément nommé "Welcome to Sky Valley" à tort (ceci étant dû au panneau présent sur la pochette mentionnant ces mots). Il est sorti le 28 juin 1994 sur le label Elektra Records et a été produit par Chris Goss et le groupe.

## L'album
Cet album a été enregistré au début de l'année 1993 dans les Studios Sound City à Van Nuys en Californie. En novembre 1992, Kyuss quitte Dali Records pour une maison de disque plus importante Chameleon Records, malheureusement celle-ci met la clef sous la porte en 1993 et l'album ne peut pas sortir. Elektra Records qui travaillait en partenaire avec Chameleon Rec. décide de signer Kyuss et prévoit sa sortie pour début 1994, délai qui serra repoussé de quelques mois, pour une sortie définitive en juin 1994. Ce label major permettra au groupe d'étendre sa notoriété au continent européen.
À partir de cet album, Scott Reeder, ancien membre de The Obsessed, remplace Nick Oliveri. La chanson 'N.O. est un titre de l'ancien groupe à Scott, Across the River, Brant Bjork suggéra de le reprendre sur l'album comme un hommage et son ancien leader, Mario Lalli joue de la guitare sur ce titre. C'est également le dernier album avec le batteur-fondateur du groupe Brant Bjork.
L'album est divisé en trois parties : la première partie reprend les trois premiers titres, la seconde les trois suivants et la troisième les quatre derniers.
Tous les titres de l'album ont été composés par les membres de Kyuss. L'album se classa à la 74e place des charts allemands.

## Liste des titres
I
| No | Titre                        | Auteur      | Durée |
| -- | ---------------------------- | ----------- | ----- |
| 1. | Gardenia                     | Brant Bjork | 6:54  |
| 2. | Asteroid                     | Josh Homme  | 4:48  |
| 3. | Supa Scoopa and Mighty Scoop | Homme       | 6:03  |

II
| No | Titre         | Auteur              | Durée |
| -- | ------------- | ------------------- | ----- |
| 4. | 100°          | Homme               | 2:29  |
| 5. | Space Cadet   | Homme, Scott Reeder | 7:02  |
| 6. | Demon Cleaner | Homme               | 5:19  |

III
| No  | Titre                                     | Auteur              | Durée |
| --- | ----------------------------------------- | ------------------- | ----- |
| 7.  | Odyssey                                   | Homme               | 4:19  |
| 8.  | Conan Troutman                            | Homme               | 2:11  |
| 9.  | N.O. (reprise du groupe Across the River) | Mario Lalli, Reeder | 3:47  |
| 10. | Whitewater                                | Bjork               | 8:58  |

- A la fin de l'album se trouve un morceau caché de moins d'une minute intitulé Lick Doo.

## Les musiciens
Kyuss
- John Garcia : chant
- Josh Homme : guitare
- Scott Reeder : basse
- Brant Bjork : batterie

Musicien additionnel
- Mario Lalli: guitare principale sur N.O..

## Informations sur le contenu de l'album
- Gardenia et Demon Cleaner sont les singles de l'album. Demon Cleaner est le single du groupe à entrer dans les charts britanniques, il s'y classa à la 78e place.
- Demon Cleaner a été repris en concert par Tool.
- Demon Cleaner apparait dans le jeu vidéo Guitar Hero: Metallica
- Le morceau Un Sandpiper (présent à l'origine sur l'album Muchas Gracias: The Best of Kyuss ) est à l'origine sorti en tant que face B du single Gardenia

## Anecdotes
La pochette de l'album est une photographie représentant l'entrée de la ville de Sky Valley. Cet endroit est depuis devenu un lieu de rassemblement des admirateurs de Kyuss, qui y viennent se faire photographier à la manière des fans des Beatles sur le passage clouté d'Abbey Road. Le panneau, qui avait été changé quelques années après la sortie de l'album, a été restauré en 2017 de manière à être identique à ce qu'il était en 1994.  En 2019, un homme a essayé de voler le panneau pour l'ajouter à sa collection d'objets du groupe,. 

## Charts
Album
| Pays      | Durée du classement | Meilleur classement |
| --------- | ------------------- | ------------------- |
| Allemagne | 9 semaines          | 74e                 |

Single
| Année | Single        | Chart            | Durée du classement | Position |
| ----- | ------------- | ---------------- | ------------------- | -------- |
| 1994  | Demon Cleaner | UK Singles Chart | 2 semaines          | 78e      |